# 王子サーモン
王子サーモン株式会社（おうじサーモン、英: OJI SALMON Co.,Ltd.）は、東京都中央区に本社、北海道苫小牧市に登記上の本店を置く企業。

## 概要

### 前史
1961年（昭和36年）に当時王子製紙副社長だった熊澤貞夫が、ヨーロッパ視察旅行中のロンドンでスモークサーモンを食べた。食通の熊澤は魅了され、おかわりを何回も頼むと、運んできたボーイにこのサーモンは日本から直送されたものだと言われ驚いた。同行していた当時の苫小牧工場管理部長、市村修平は日本のサケなら同じものを日本で作り、王子で企業化できるのではと言い、帰国後に北海道の漁場を訪ね歩き、日高の沿岸でとれるオースケというサケがロンドンに直送されているのを発見した。
その後、王子製紙、王子サービスセンター、苫小牧冷蔵の3社合同で試作をはじめ。1964年（昭和39年）苫小牧市浜町で王子サービスセンターの一部門としてスモークサーモンの製造販売を開始。
1965年（昭和40年）、担当者はニッカ会長の竹鶴政孝のもとを訪れた。竹鶴はウイスキーの研究のためスコットランドに滞在していた際に、スモークサーモンも研究していた。 面談の結果、ウイスキーの原酒を貯蔵する樽の材料が燻製チップに最適との教えを受け、ニッカの貯蔵樽の廃材を譲り受けた。そのおがくずで燻したサーモンは、見事、熊澤らがロンドンで食べたスモークサーモンの味を再現していた。

### 設立
1966年（昭和41年）三井倶楽部での天皇ご一家の会食へ献納し賞賛をいただいたことを契機に、1967年（昭和42年）、北海道サーモン株式会社を創立。生産体制を整備するとともに、次第に天然物のオースケの漁獲が減少し、原料魚の確保が課題となり、王子製紙の海外ネットワークを通じて、カナダ、アメリカのアラスカ州、ワシントン州での調査を開始。品質の良い鮭の量的確保に奔走する。
1969年（昭和44年）に王子サーモン株式会社へ社名を変更した。1972年に工場を苫小牧市有明町へ移転。1975年にはエリザベス女王歓迎晩餐会で供され、日本最高峰のブランドとしての評価が確立した。
1982年（昭和57年）10月、燻煙装置を大幅に更新。1987年（昭和62年）10月には増産と新製粉の開発に向け、工場を増設。1992年（平成4年）11月、コンピュータ制御による冷凍自動倉庫を稼働。1996年（平成8年）10月、作業の簡素化や時間短縮、衛生管理の徹底のため網洗浄機、除菌解凍機を稼働。スモークサーモンチップ工場を増築するなど生産効率を高めた。
2000年（平成12年）11月11日に東京・銀座に「オウジサーモンギンザデリ」1号店を開店した。

### エスロードへ売却
2013年（平成25年）7月1日、スモークサーモン事業を新会社へ分割しエスロードへ売却した。新会社にはエスロードが80%程度を出資、残りは王子グループが所有。王子サーモンのブランドや、従業員、店舗は新会社に引き継がれ、王子グループとエスロードで、スモークサーモン事業の新たな展開を図ることとした。
2022年（令和4年）12月、上川郡上川町に王子サーモンロード株式会社を設立。サーモンの養殖を行い、2025年（令和7年）からの出荷を予定している。

### ミネラルウォーター事業
1997年（平成9年）4月にホテルニュー王子が開設したミネラルウオーター工場を、2000年（平成12年）7月に事業を継承し、ペットボトル工場を増設。樽前山麓の伏流水を原料にしたペットボトル詰めミネラルウオーター「支笏の秘水」やサークルKサンクス、ツルハのプライベートブランド商品などを生産し、関東、東北、北海道を中心に流通していた。 スモークサーモン事業の分離後、2014年（平成26年）7月に王子不動産と合併し、事業が引き継がれた。
2011年（平成23年）の東日本大震災や福島第一原子力発電所事故を受けて、一時的に需要が急増。2012年度（平成24年度）には過去最高の年間725万9000本を販売したが、大手飲料水メーカーの生産拡大や中小企業のミネラルウオーター事業参入が相次ぎ、販売競争が激化。王子不動産が事業を引き継いだ2014年度の販売実績は673万7000本まで落ち込んだ。価格競争が激しくなり、施設も設備更新が必要な状況で将来展望を抱けず、2016年（平成28年）3月末で製造販売を終了した。

## 沿革

### 王子サーモン株式会社(初代)[12]
- 1964年（昭和39年） - 苫小牧市浜町で王子サービスセンターの一部門としてスモークサーモンの製造販売を開始
- 1967年（昭和42年）10月 - 北海道サーモン株式会社として分離独立。
- 1969年（昭和44年） - 王子サーモン株式会社へ社名変更[13]。
- 1972年（昭和47年） - 苫小牧市有明町に社屋移転新築
- 2000年（平成12年）
  - 4月 - 株式会社王子サービスセンターサーモン営業部分離移譲による組織統合本社移転
  - 7月 - 株式会社ホテルニュー王子よりミネラルウォーター事業を継承。
  - 11月11日 - 東京・銀座に「オウジサーモンギンザデリ」1号店を開店した[4]。
- 2013年（平成25年）7月1日 - スモークサーモン事業をエスロードへ売却。
- 2014年（平成26年）7月 - 王子不動産と合併。

### 王子サーモン株式会社(2代目)[2]
- 2013年（平成25年） - 設立。
- 2015年（平成27年） - 札幌直営店が閉店。札幌大丸直営店をオープン。
- 2022年（令和4年）12月 - 王子サーモンロード株式会社を設立。

## 事業所
- 本社 - 東京都中央区銀座3-7-12
- 本店・北海道工場 - 北海道苫小牧市有明町2-5-21
- 東日本支社 東京営業所 - 東京都大田区大森南1-16-20
- 北海道支社 苫小牧営業所 - 北海道苫小牧市有明町2-5-21

かつて存在した事業所
- ミネラルウォーターボトリング部[14] - 北海道苫小牧市高丘70-1

### 直売所
- 苫小牧・北海道工場直営店 - 北海道苫小牧市有明町2-8-15
北海道工場に隣接。2014年6月にリニューアル。
- 札幌大丸直営店 - 札幌市中央区北5条西4丁目7番地 大丸札幌店 地下1階 ほっぺタウン食品売場内
- 銀座店 - 東京都中央区銀座3-7-12
- 髙島屋日本橋店 - 東京都中央区日本橋2-4-1 髙島屋日本橋店地下1階
- 髙島屋横浜店・王子サーモン+Plus - 横浜市西区南幸1-6-31 髙島屋横浜店地下2階

かつて存在した店舗
- 札幌直営店 - 札幌市中央区北1条西1丁目
王子サーモン館。1949年（昭和24年）に札幌で戦後初の耐火建築、北海道ホルスタイン会館として建築された建物[15]。 2012年（平成24年）に再開発のため解体。2018年（平成30年）跡地にさっぽろ創世スクエアが開業。建物に用いられていたレンガを使ったレリーフが創世スクエア北側入口にある[16]。